# Ara ararauna
Vẹt đuôi dài vàng lam (danh pháp khoa học: Ara ararauna) là một loài vẹt có màu lam (phần trên) và vàng (phần dưới) ở Nam Mỹ. Loài này sinh sống ở rừng, đặc biệt là rừng ngập nước ngọt nhưng cũng sinh sống ở rừng không ngập nước và rừng gỗ ở khu vực nhiệt đới Nam Mỹ.
Đã có một quần thể sinh sản nhỏ ở quận Miami-Dade, Florida, từ giữa thập niên 1980.
Loài vẹt này phổ biến trong giới nuôi chim cảnh vì màu sắc nổi bật của chúng, khả năng học nói và có sẵn trên thị trường, và có mối liên kết gần gũi với con người.

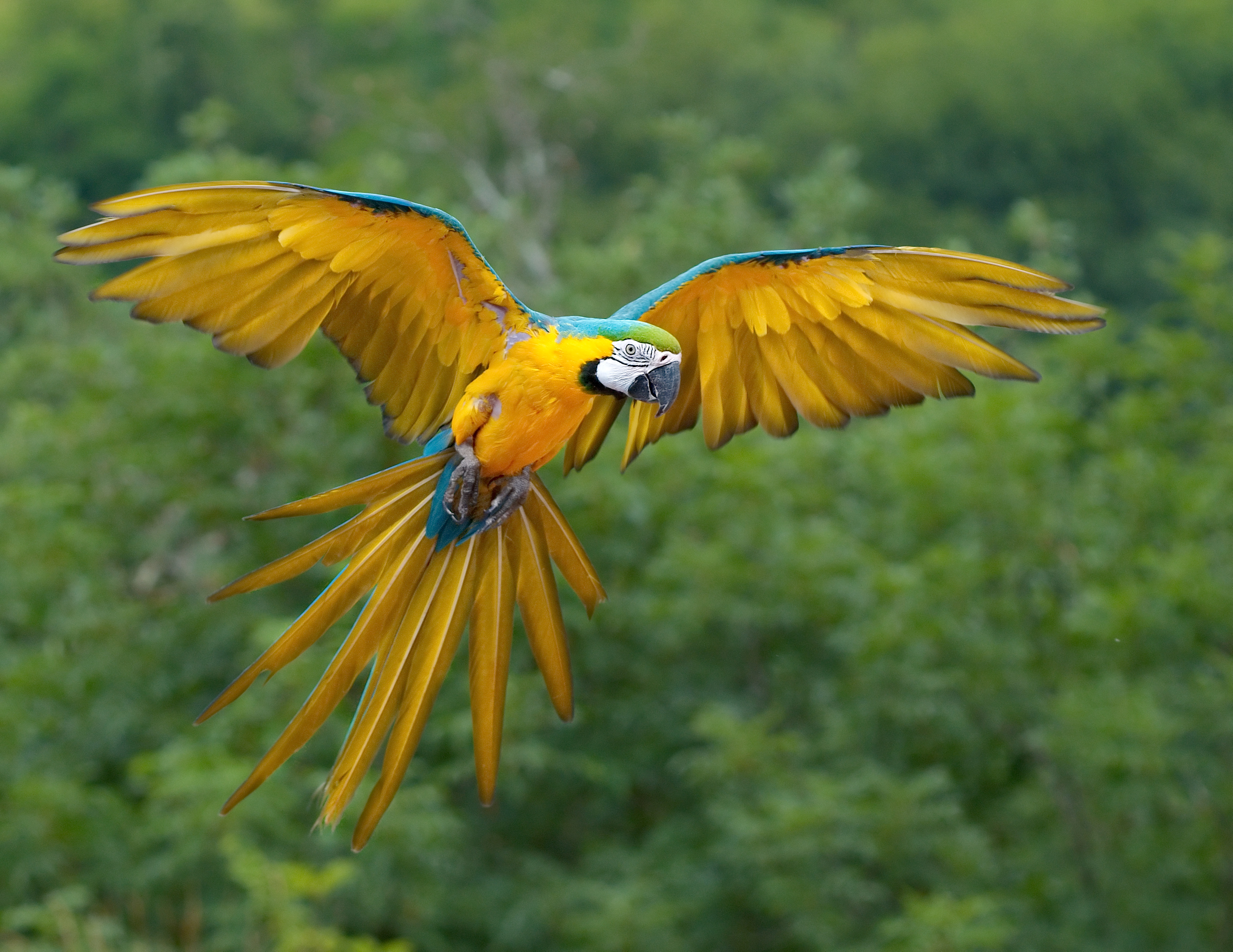
Vườn chim Jurong

Loài vẹt này có thể dài đến 76 đến 86 cm (30 đến 34 in) và cân nặng 900 đến 1500 gram, là loài lớn nhất trong họ.

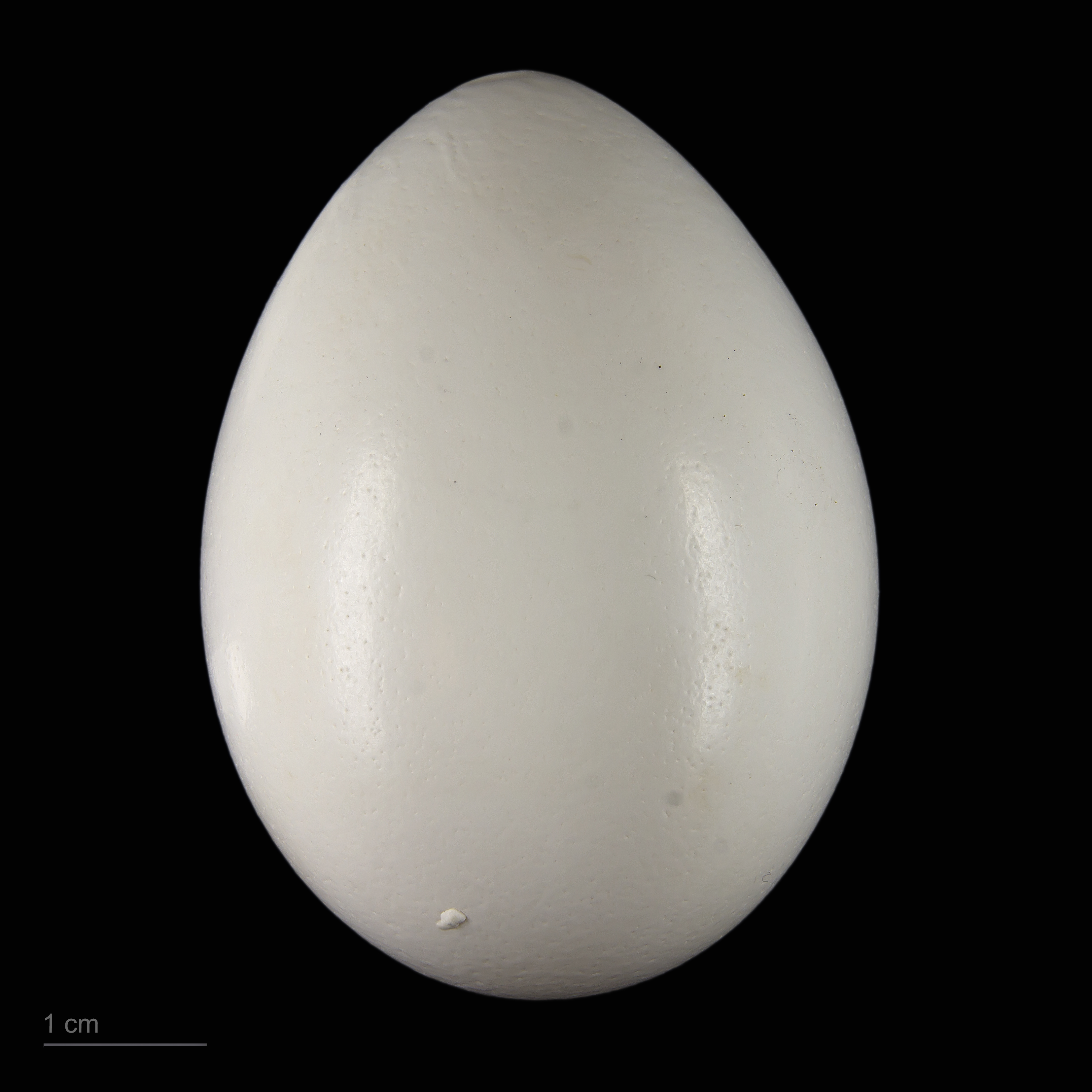
Ara ararauna